# Новосёлов, Николай
Николай Новосёлов (эст. Nikolai Novosjolov, род. 9 июня 1980 года в Хаапсалу, Эстонская ССР, СССР) — эстонский фехтовальщик на шпагах, двукратный чемпион мира 2010 и 2013 годов в личном первенстве, серебряный призёр чемпионатов мира 2001 года в командном первенстве и 2017 года в личной шпаге, четырёхкратный призёр чемпионатов Европы.

## Биография
Отец родом из Челябинска; проходил срочную службу в Эстонии; рабочий. Мать родилась в Хаапсалу, госслужащая. Николай окончил русскую школу в Хаапсалу; из-за занятий спортом бросил учёбу в нескольких вузах, в том числе в Академии внутренней обороны.

## Карьера
Тренеры ― Олег Сванидзе, Пеэтер Нелис (1997—2004), Борис Йоффе (1999—2004), Марно Аллика, Ирина Эмбрих, Игорь Чикинёв и Анджело Маццони. На чемпионате мира в Париже, завоевал золотую медаль в индивидуальных соревнованиях. Был признан лучшим спортсменом 2010 и 2013 года в Эстонии. В 2015 году на чемпионате Европы, проходившем в швейцарском городе Монтрё, в составе сборной Эстонии завоевал серебряные медали. В 2016 году набрал необходимое количество очков, чтобы принять участие в четвёртой для спортсмена Олимпиаде в Рио-де-Жанейро. На чемпионате мира по фехтованию 2017, проходившем в немецком городе Лейпциг, в личном первенстве занял второе место. В этом же году стал бронзовым призером на чемпионате Европы. В 2018 году стал серебряным призёром на чемпионате Европы. Многократный чемпион Эстонии по фехтованию на шпагах.
В 2007—2010 годах был генеральным секретарем Союза фехтования Эстонии.
В 2010 и 2013 годах избирался «спортсменом года» Эстонии.
В сентябре 2018 года вышел из эстонской политической Партии реформ.
15 октября 2018 года стал главным тренером мужской сборной Эстонии.

## Награды
- Кавалер ордена Белой звезды третьего класса (2011 год)[14][15].
- Почётный гражданин Хаапсалу (2018).

## Семья
- Мать — Людмила Новосёлова[16].
- Жена — Оксана Новосёлова[2].
- Дети — Луиза (род. 2004 г.), Элизабет (род. 2011)[2][17].